# Хегерберг, Ада
Ада Мартине Стольсмо Хегерберг (норв. Ada Martine Stolsmo Hegerberg; род. 10 июля 1995[…], Молде, Мёре-ог-Ромсдал) — норвежская футболистка, форвард французского клуба «Олимпик Лион». Лучшая футболистка Европы 2016 года. Лучшая футболистка 2017 года по версии BBC. Первая в истории обладательница Золотого мяча среди женщин (2018). Является лучшим бомбардиром в истории Лиги чемпионов УЕФА.

## Карьера
Родилась в Молде, выросла в городе Сунндалсёра. Там же начала заниматься футболом вместе со старшей сестрой Андрин. В 2007 году её семья переехала в Кульботн, где она продолжила тренировки в местном клубе.
В 2010 году дебютировала за основной состав клуба «Кульботн». 6 августа 2011 года в течение семи минут забила три мяча в ворота «Рёа», став самой юной футболисткой, сделавшей хет-трик в матчах чемпионата Норвегии. По итогам сезона 2011 года признана лучшей молодой футболисткой Норвегии.
Перед стартом сезона 2012 года вместе с сестрой перешла в «Стабек».
В мае 2012 года забила пять мячей в ворота клуба «Фарт». По итогам чемпионата стала его лучшим бомбардиром, забив 25 мячей в 18 играх.
В 2013 году вместе с сестрой перешли в немецкий «Турбине». Отличилась в дебютной игре против «Фрайбурга».
Летом 2014 года перешла в «Лион». В дебютном сезоне за клуб забила 26 мячей в 22 матчах, приведя команду к девятому подряд чемпионскому титулу.
27 сентября 2015 года сделала хет-трик в принципиальном матче против «Пари Сен-Жермен». В ноябре продлила контракт с клубом до 2019 года.
8 мая 2016 года футболистки «Лиона» выиграли десятый чемпионский титул подряд. Хегерберг вновь стала лучшим бомбардиром чемпионата, забив 33 гола в 21 игре. Неделей спустя команда выиграла Кубок Франции, а затем и Лигу чемпионов, оформив требл; лучшим бомбардиром Лиги чемпионов также стала Хегерберг, забившая 13 мячей в 9 играх.

## Сборная
В 2011 году в возрасте 15 лет вошла в состав сборной Норвегии на чемпионат Европы среди девушек до 19 лет.
19 ноября 2011 года дебютировала и за первую сборную в матче против Северной Ирландии.
В 2013 году вошла в состав сборной на чемпионат Европы. Забила в ворота Испании в 1/4 финала, сыграла 90 минут в финальном матче против Германии.
В 2015 году играла за сборную на чемпионате мира, забив три мяча в трёх матчах группового турнира.
По итогам 2015 года получила Золотой мяч лучшему футболисту Норвегии, став первой за двадцать лет женщиной, получившей эту награду.
В 2017 году вошла в состав на чемпионат Европы в Нидерландах. Стала лучшим бомбардиром отборочного турнира к Евро-2017. После Чемпионата Европы 2017 года объявила о намерение взять паузу в выступлениях за сборную на неопределенный срок. Причиной отказа выступления за сборную футболистка назвала неравное отношение со стороны федерации к мужскому и женскому футболу.

## Достижения

### Клуб
«Стабек»
- Обладательница Кубка Норвегии: 2012

«Олимпик Лион»
- Чемпионка Франции (9): 2014/15, 2015/16, 2016/17, 2017/18, 2018/19, 2019/20, 2021/22, 2022/23, 2023/24
- Обладательница Кубка Франции (5): 2014/15, 2015/16, 2016/17, 2018/19, 2019/20, 2022/23
- Победительница Лиги чемпионов (6): 2015/16, 2016/17, 2017/18, 2018/19, 2019/20, 2021/22

### Индивидуальные
- Лучшая футболистка Европы: 2016
- Обладательница «Золотого мяча»: 2018

### Рекорды
- Лучший бомбардир в истории Лиги чемпионов УЕФА: 53 мяча[5][21]